# Alexander González (football)
Pour les articles homonymes, voir Alexander González et González.
Alexander David González Síbulo est un footballeur international vénézuélien né le 13 septembre 1992 à Maracay. Il évolue actuellement au poste d'arrière droit au CS Emelec.

## Biographie
Le 5 août 2018, à l'issue de la fin de son contrat avec le SD Huesca, il s'engage  pour une saison avec l'Elche CF, qui évolue en deuxième division espagnole.

## Statistiques

### En sélection nationale
| Saison                | Sélection             | Phases finales          | Phases finales | Phases finales | Phases finales | Éliminatoires CDM | Éliminatoires CDM | Éliminatoires CDM | Matchs amicaux | Matchs amicaux | Matchs amicaux | Total | Total | Total |
| Saison                | Sélection             | Compétition             | M              | B              | Pd             | M                 | B                 | Pd                | M              | B              | Pd             | M     | B     | Pd    |
| --------------------- | --------------------- | ----------------------- | -------------- | -------------- | -------------- | ----------------- | ----------------- | ----------------- | -------------- | -------------- | -------------- | ----- | ----- | ----- |
| 2010-2011             | Venezuela             | Copa América 2011 4e    | 1              | 0              | 0              | -                 | -                 | -                 | 2              | 0              | 0              | 3     | 0     | 0     |
| 2011-2012             | Venezuela             | -                       | -              | -              | -              | 0                 | 0                 | 0                 | 4              | 0              | 0              | 4     | 0     | 0     |
| 2012-2013             | Venezuela             | -                       | -              | -              | -              | 5                 | 0                 | 0                 | 3              | 0              | 0              | 8     | 0     | 0     |
| 2013-2014             | Venezuela             | -                       | -              | -              | -              | 3                 | 0                 | 0                 | 2              | 0              | 1              | 5     | 0     | 1     |
| 2014-2015             | Venezuela             | Copa América 2015       | -              | -              | -              | -                 | -                 | -                 | 6              | 1              | 0              | 6     | 1     | 0     |
| 2015-2016             | Venezuela             | Copa América Centenario | 4              | 0              | 0              | 2                 | 0                 | 0                 | 5              | 0              | 0              | 11    | 0     | 0     |
| 2016-2017             | Venezuela             | -                       | -              | -              | -              | 6                 | 0                 | 0                 | 1              | 0              | 0              | 7     | 0     | 0     |
| 2017-2018             | Venezuela             | -                       | -              | -              | -              | 0                 | 0                 | 0                 | -              | -              | -              | 0     | 0     | 0     |
| 2018-2019             | Venezuela             | Copa América 2019       | -              | -              | -              | -                 | -                 | -                 | 2              | 0              | 1              | 2     | 0     | 1     |
| 2020-2021             | Venezuela             | Copa América 2021       | 4              | 0              | 0              | 4                 | 0                 | 0                 | -              | -              | -              | 8     | 0     | 0     |
| 2021-2022             | Venezuela             | -                       | -              | -              | -              | 2                 | 0                 | 0                 | -              | -              | -              | 2     | 0     | 0     |
| 2022-2023             | Venezuela             | -                       | -              | -              | -              | -                 | -                 | -                 | 3              | 1              | 0              | 3     | 1     | 0     |
| 2023-2024             | Venezuela             | Copa América 2024       | 2              | 0              | 0              | 6                 | 0                 | 0                 | 1              | 0              | 0              | 9     | 0     | 0     |
| Total sur la carrière | Total sur la carrière | Total sur la carrière   | 11             | 0              | 0              | 28                | 0                 | 0                 | 29             | 2              | 2              | 68    | 2     | 2     |

## Palmarès
- Caracas FC
  - Vainqueur du Championnat du Venezuela en 2010.